# ヴィットーリオ・ゼッキン

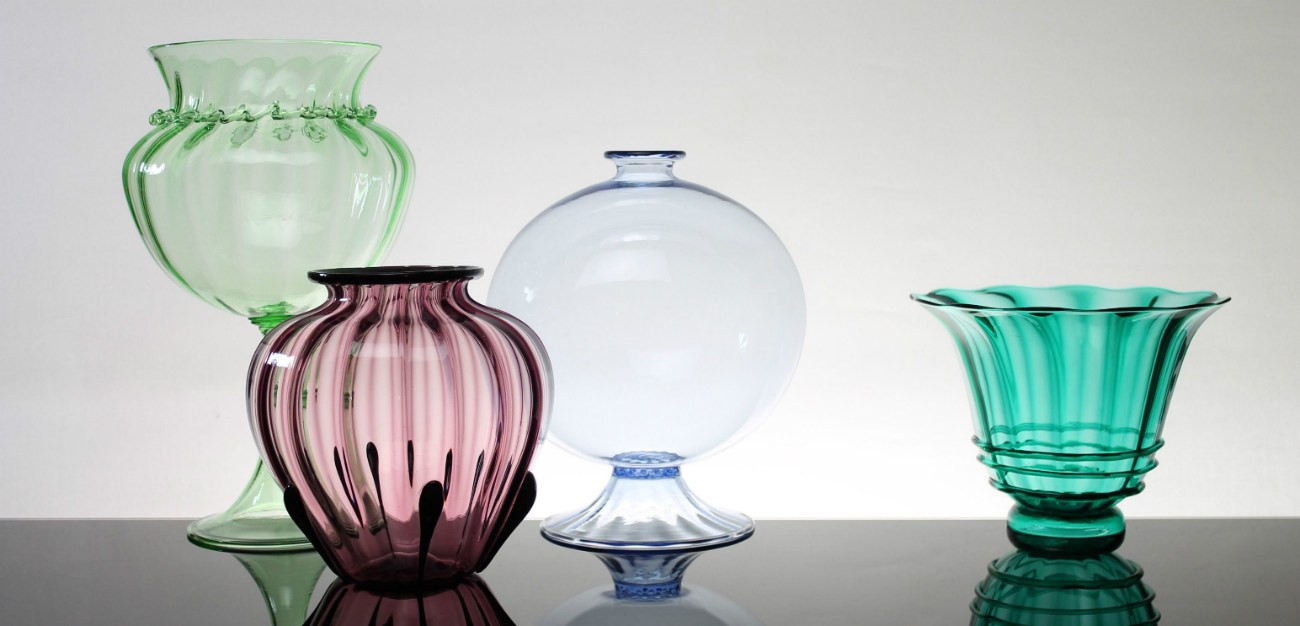
ゼッキンがデザインしたガラス器

ヴィットーリオ・ゼッキン（Vittorio Zecchin、1878年5月21日 - 1947年4月15日）は、イタリアの画家、ガラス器デザイナーである。ムラーノ・ガラス（ヴェネツィアン・グラス）の産地であるヴェネツィアのムラーノ島の出身である。アール・ヌーヴォーのスタイルの装飾絵画やガラス器のデザインなどをしたことで知られている。

## 略歴
ムラーノでガラス吹き職人の息子として生まれた
。ヴェネツィア美術アカデミーに入学し、1897年以降風景画家のグリエルモ・チアルディ（1842-1917）の教室で学んだ後、商業美術の仕事もしたアウグスト・セザンヌ（Augusto Sezanne: 1856-1935）の教室に移ったが1901年には、実家の経済状況の悪化からアカデミーを中退した。
その後、ゼッキンはムラーノ島で事務員として数か月間働いた後、ムラーノのガラス工房の一つで働きながら絵画を描き続け、ヴェネツィア・ビエンナーレに出展されたウィーン分離派や新印象派、象徴主義などの芸術家の作品に親しんだ。オランダの象徴主義のヤン・トーロップの作品やアール・ヌーヴォーのスタイルの画家グスタフ・クリムトから影響を受けた。
国際現代美術館となったカ・ペーザロで開かれる展覧会に1908年から出展を始め、1913年から何度かローマ分離派（Secessione romana、1913年から1916年の間展覧会を開催）の展覧会に出展した。1914年にヴェネツィアのホテル・テルミナス（Hôtel Terminus）の装飾の仕事を依頼され、千夜一夜物語を題材に装飾画を描いた。1916年頃には工房を開き、タペストリーの制作もした。
1920年に結婚し、1921年から1925年までは、ガラス工芸会社「Vetri Soffiati Muranese Venini & Co.」の美術監督を務め繊細な色彩のガラス器のデザインをしてモンツァの工芸品展や1925年のパリ万国博覧会に出展した。1930年代には、ムラーノの工芸学校などで後進を指導し、1934年にはガラス細工に関する知識をまとめた著作『Lezioni di storia del vetro』も執筆した。
パーキンソン病を患ったため、1940年代にすべての芸術活動から引退し、1947年にムラーノで亡くなった。

## 作品

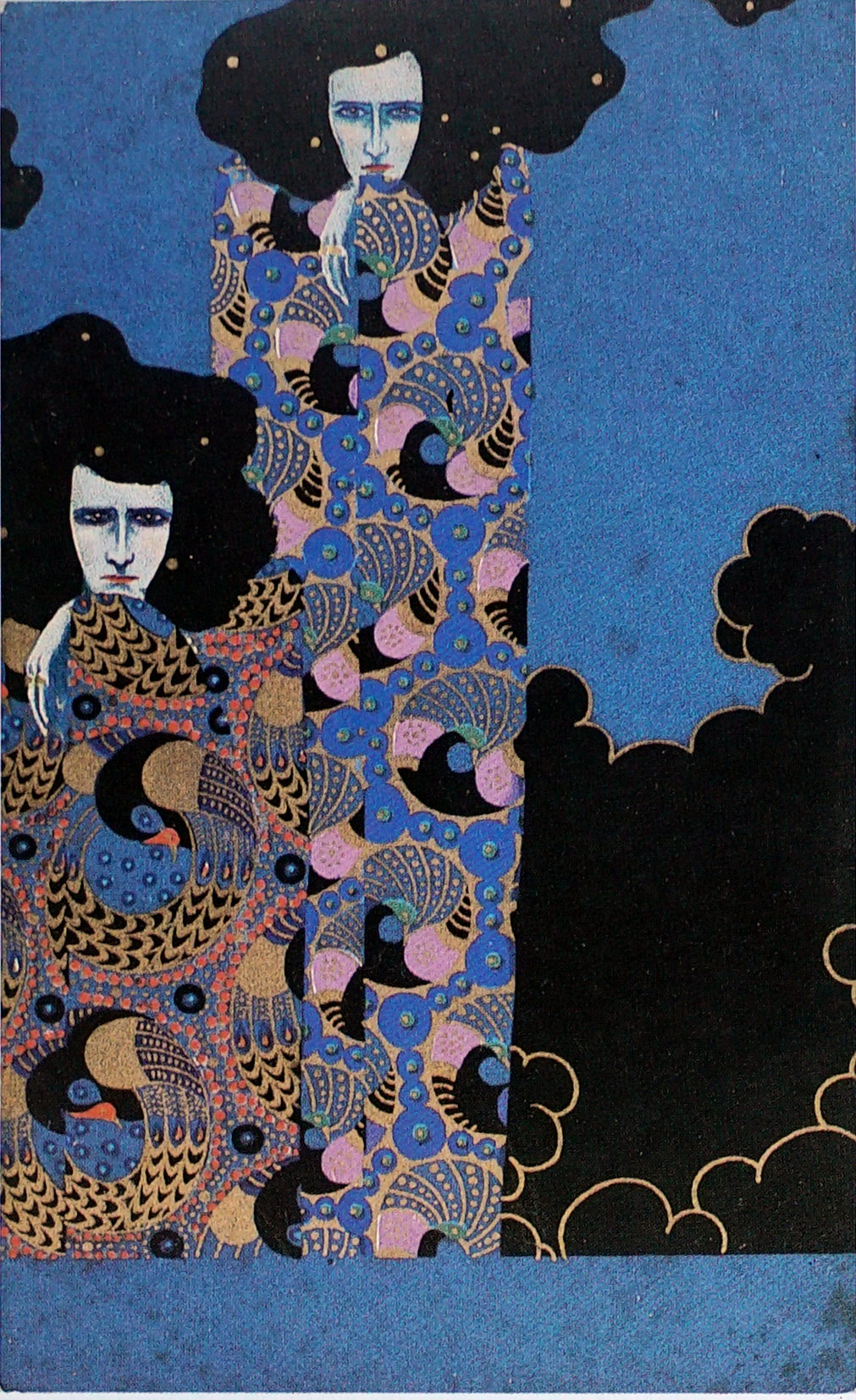
絵葉書
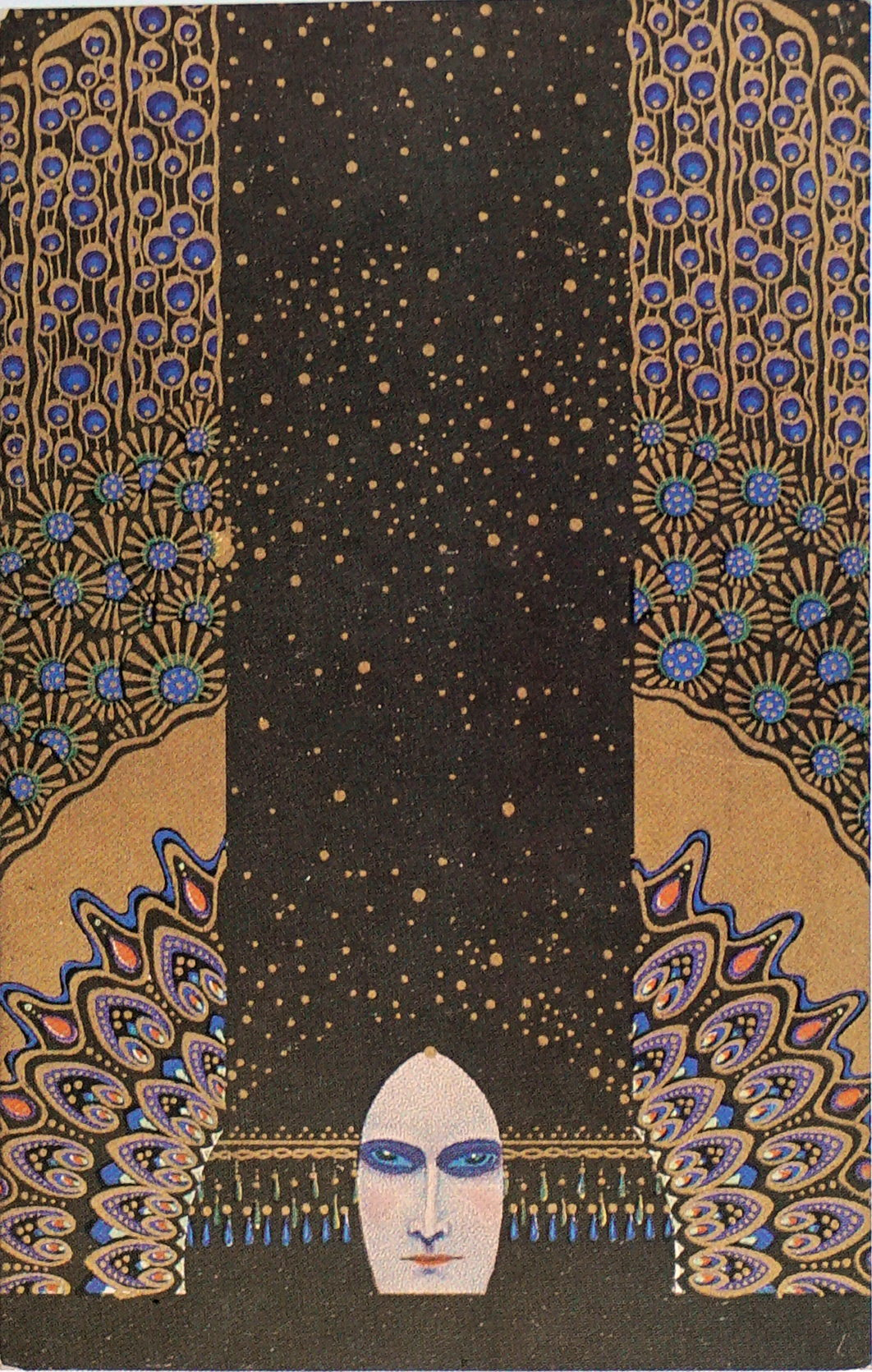
絵葉書
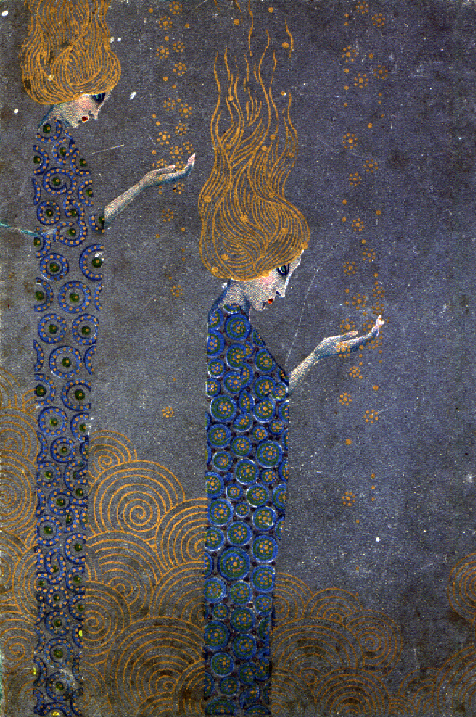
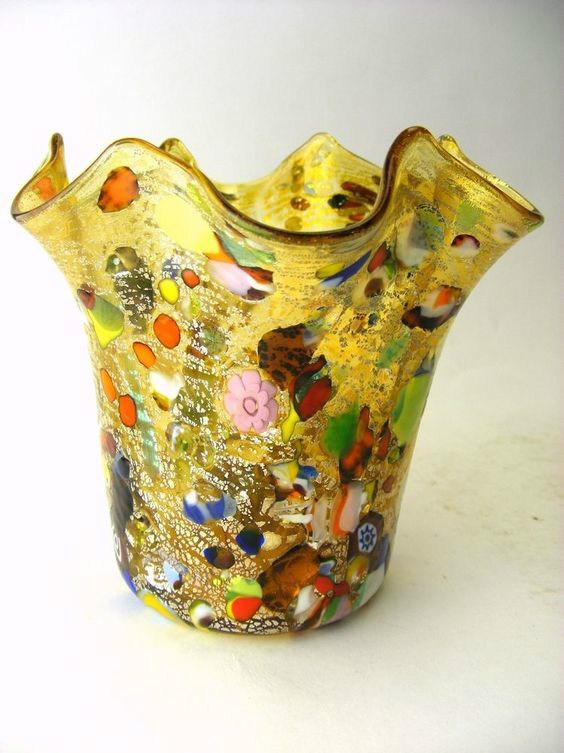
ガラス器